# Myospalacinae
Sous-famille
Myospalacinae est une sous-famille de la famille des spalacidés.

## Liste des genres
Selon Mammal Species of the World (version 3, 2005)  (31 mai 2016) et ITIS (3 mai 2016) :
- genre Eospalax G. M. Allen, 1940
- genre Myospalax Laxmann, 1769